# The Weight Is a Gift
The Weight Is a Gift è il quarto album in studio del gruppo rock statunitense Nada Surf, pubblicato nel 2005.

## Tracce
1. Concrete Bed – 2:29
2. Do It Again – 3:39
3. Always Love – 3:18
4. What Is Your Secret? – 3:26
5. Your Legs Grow – 4:00
6. All Is a Game – 3:26
7. Blankest Year – 2:12
8. Comes a Time – 4:58
9. In the Mirror – 3:41
10. Armies Walk – 3:28
11. Imaginary Friends – 9:40

Disco bonus
1. From the Rooftop Down – 2:44
2. Fools – 2:54
3. Concrete Bed (Original Version) – 2:10
4. Au fond d'un rêve doré – 2:05